# Canal de Revillagigedo
El canal de Revillagigedo (del inglés: 'Revillagigedo Channel') es un canal marino localizado en la costa del océano Pacífico del noroeste de Norteamérica, en el archipiélago Alexander. El canal de Revillagigedo es parte de la ruta marítima del Pasaje Interior.
Administrativamente, el canal y sus costas forman parte del estado de Alaska de los Estados Unidos. 

## Geografía
El canal de Revillagigedo tiene una longitud de unos 56 km y sus límites son los siguientes:
- al oeste, primero, en el extremo meridional, la parte continental (en la que está el entrante de la Boca de Quadra), y luego, más al norte, tras cruzar el canal Behm, la costa surooccidental de la isla de Revillagigedo, un tramo en el que se abren los entrantes del Thorne Inlet, el Carroll Inlet y el George Inlet;
- al este, en dirección norte, las costas orientales de las tres islas Gravina: primero la costa oriental de la isla Duke y la pequeña isla Mary; luego, tras cruzar el estrecho Felice, la costa nororiental de la isla Annete (332,5 km²); y tras pasar el canal o pasaje Nichols, la costa nororiental de la isla Gravina (245,6 km²). En este tramo, en el centro del canal, están dos pequeña islas: la de Bock y luego la de Pennock;
- al sur, las aguas de la entrada Dixon, una boca que tiene algo menos de 20 km de ancho;
- al norte, el estrecho Clarence, en donde se abre con un ancho de paenas 3,5 km.

Desde 1907 toda la región forma parte del Bosque Nacional Tongass y todas las riberas del canal, salvo la isla Annete, forman parte desde 1978 del Monumento Nacional Fiordos Misty, proclamado por el entonces presidente Jimmy Carter.
El faro de Tree Point, en extremo suroriental del canal, es una importante ayuda a la navegación en el canal.

## Historia
El canal fue nombrado en 1793 en honor de Juan Vicente de Güemes, segundo conde de Revillagigedo, entonces virrey de la Nueva España.